# Caliapora
Genre
Espèces de rang inférieur
- Voir le texte

Caliapora est un genre éteint de coraux de la famille éteinte des Alveolitidae, de l'ordre éteint des Favositida et de la sous-classe éteinte des Tabulata ou coraux tabulés. 
Les différentes espèces se trouvent dans des terrains datant du Dévonien, avec une répartition mondiale.
Selon Fossilworks, il y a 2 espèces, Caliapora pseudoprimitiva et Caliapora robusta, mais d'autres noms existent :
- † Caliapora battersbyi
- † Caliapora chaetetoides
- † Caliapora dubatolovi
- † Caliapora elegans (Yanet)
- † Caliapora germanicus
- † Caliapora graciosa
- † Caliapora kerneri
- † Caliapora macropora
- † Caliapora motomensis
- † Caliapora primitiva
- † Caliapora prisca
- † Caliapora pseudoprimitiva
- † Caliapora robusta
- † Caliapora taltiensis
- † Caliapora uralica
- † Caliapora venusta